# Alchemilla perspicua
Alchemilla perspicua är en rosväxtart som beskrevs av S. Fröhner. Alchemilla perspicua ingår i släktet daggkåpor, och familjen rosväxter. Inga underarter finns listade i Catalogue of Life.